# Zulma Yugar
Zulma Yugar Párraga, (Oruro, 6 de enero de 1952) es una cantautora de música folclórica y política boliviana.Es conocida por su carrera musical, su rol como promotora cultural y  su trabajo como Ministra de Culturas en su país.

## Biografía
Nació el 6 de enero de 1952 en la ciudad de Oruro. Su padre, Agustín Yugar, también de Oruro, fue fundador del Conjunto Típico Sajama, que junto con su madre Vilma le inculcaron la afición por la música. Cuando tenía 7 años ofreció su primer recital en el Teatro Municipal de Oruro, donde estrenó su primera composición llamada Tierra sin Mar. 
Siendo aún niña estudió piano, ballet clásico y folklórico en la Academia de Bellas Artes. Cuando contaba con diez años, Yugar recorrió todos los rincones de Bolivia en gira organizada por su padre. Realizó presentaciones en provincias y centros mineros, con el fin de conocer de cerca la realidad de su patria, sus tradiciones y costumbres.
Su carrera profesional en el canto se inició a los 13 años, cuando asistió en representación de Oruro al II Festival Lauro de la Canción, obteniendo el premio a la mejor vocalista boliviana. Un año después fue nombrada Reina del Folklore Boliviano, y asistió al Festival Latinoamericano en Salta, Argentina trayendo para Bolivia el Primer Premio. 

## Gestión cultural
El año 2000 Yugar fue invitada por la UNESCO para ser parte del Jurado Internacional para las Obras Maestras del Patrimonio Oral e Intangible de la Humanidad en representación de América Latina y Caribe, también fue nombrada Embajadora por la Paz Mundial.

## Función pública
Desempeñó el cargo de directora general de Promoción Cultural, del Vice Ministerio de Cultura entre 1997 y 2000. En su gestión elaboró el anteproyecto de ley de Revalorización de los Símbolos Patrios, institucionalizó el Día del Himno Nacional, los Festivales Itinerantes en las Fronteras, y los Festivales Artísticos en las Efemérides Departamentales. Creó las Casas Comunales de Cultura en la ciudad de El Alto, como un espacio para promover y difundir la cultura popular, organizó el Encuentro La Paz del Chaco donde excombatientes paraguayos y bolivianos se dieron la mano y se unieron con el arte, inaugurando un museo y un monumento recordatorio. Fue gestora en la postulación del Carnaval de Oruro como Obra Maestra del Patrimonio Oral e Intangible de la Humanidad y la Cultura Kallawaya.
Con E. Navía. En su condición de Presidenta Honoraria de la Fundación Cultural que lleva su nombre, creó la Escuela Superior de Música Popular AVEZUL, en  Oruro como un aporte a la formación de músicos .
El 22 de enero de 2010 fue posicionada como Ministra de Cultura del Estado plurinacional de Bolivia.
Ha mantenido una especial colaboración con Savia Andina, quien ha interpretado algunas de sus canciones más célebres, e incluso ha llegado a grabar algún disco a dúo con su director Gerardo Arias.
Entre sus canciones más conocidas están Piel Morena, Novia Santa Cruz, Condorcito, Adiós Perra, Noche de luna llena, Palomitay, Diez Pasitos, Quiero, San Borja, Desde lejos etc.
En 2024 presentó un libro sobre su vida y trayectoria artística.

## Discografía
- 1969. Embrujo
- 1969. Volver
- 1971. Zulma en Grecia
- 1972. ¡Un Corazón que Canta a Bolivia!
- 1974. Joya del Folklore
- 1979. Háblame del Mar, Marinero
- 1981. La Cholita
- 1981. Piel Morena
- 1982. Éxitos de Tv
- 1982. Zulma Yugar
- 1984. ...y Muñequita
- 1984. Por Siempre...Zulma / En Japón
- 1986. Zulma Yugar
- 1986. El Disco De Oro
- 1988. Abriendo Brecha
- 1989. Imillita
- 1989. Primer Centenario de Uyuni
- 1990. Los Grandes Éxitos De Zulma Yugar
- 1990. Compartiendo Talentos
- 1991. K'oli Pankarita
- 1993. Grandes Éxitos De Zulma Yugar
- 1994. Homenaje A La Mujer Latinoamericana
- 1995. Nosotros (con Gerardo Arias)
- 1996. Tierra Sin Mar
- 1996. Enamorada De Ti
- 1998. Lo Mejor
- 1999. Por Siempre Nosotros (con Gerardo Arias)
- 2001. Primero lo Nuestro
- 2007. Concierto con Identidad
- 2013. Compartiendo Talentos
- 2016. Tributo a Bolivia

## Reconocimientos
- Orden Simón Bolívar, en el grado de Comendador, Cancillería del estado Plurinacional de Bolivia, 2004.[8]
- Reconocimiento: Dignificación de la Mujer Trabajadora Boliviana, 2022.[9]
- Orden del sol de Cochabamba, Gobierno Autónomo  Municipal de Cochabamba, 2024.[10][11][12]